# Marián Čalfa
Marián Čalfa (Trebišov, 7 mei 1946) was de premier van Tsjecho-Slowakije tijdens en na de Fluwelen Revolutie. Hij speelde een belangrijke rol bij de vreedzame overgang van het communistische tijdperk naar de nieuwe democratische, kapitalistische maatschappij.
De Slowaakse Čalfa was lid van de Tsjecho-Slowaakse Communistische Partij (KSČ). In 1988 werd hij minister, de voorzitter van het Wetgevende Comité. Tijdens de Fluwelen Revolutie werd hij, op 10 december 1989, benoemd tot premier van Tsjecho-Slowakije, als opvolger van de in diskrediet geraakte Ladislav Adamec. Omdat president Gustáv Husák diezelfde dag zijn ambt neerlegde, werd Čalfa tevens waarnemend president totdat op 29 december Václav Havel werd verkozen tot president.
Čalfa was de laatste communistische premier. Op 18 januari 1990 verliet hij de KSČ en werd lid van de VPN (Verejnosť proti násiliu, Publiek Tegen Geweld), de Slowaakse tegenhanger van het Tsjechische Burgerforum.
De twee kabinetten die Čalfa leidde lanceerden belangrijke hervormingswetten, waardoor de overgang van communisme naar kapitalisme voorspoedig verliep. Čalfa werd gesteund door alle belangrijke politieke deelnemers, waaronder president Havel en de minister van Financiën Václav Klaus.
Marián Čalfa verliet de regering na een verkiezingsnederlaag van zijn partij in juli 1992. Zijn opvolger Jan Stráský kreeg als belangrijkste taak de opdeling van Tsjecho-Slowakije in Tsjechië en Slowakije per 1 januari 1993. Čalfa werkt sindsdien als advocaat in Praag.
Tijdens zijn premierschap werd Čalfa zo nu en dan bekritiseerd vanwege zijn communistische verleden. De Fluwelen Revolutie zou, volgens sommigen, niet zijn afgerond of zelfs zijn 'gestolen' door leden van de oude elite. Tegenwoordig beschouwen historici hem als een machtsfactor op de achtergrond, die in belangrijke mate bijdroeg aan de vreedzame en voorspoedige Fluwelen Revolutie en de verkiezing van Václav Havel tot president. Want ook al was hij communist, zijn onderhandelingsvaardigheden gebruikte hij tegen zijn oude kameraden, die daardoor soms compromissen sloten die verder gingen dan het Burgerforum had voorzien.
- Gemeinsame Normdatei: 1058135198
- International Standard Name Identifier: 0000 0000 5687 5229
- Nationale Bibliotheek van Tsjechië: jn19990209105
- Virtual International Authority File: 83997647
- WorldCat: E39PBJmhR6mBFBywrJt9D33fbd